# Plymouth (Iowa)
Plymouth város az USA Iowa államában, Cerro Gordo megyében. Lakosainak száma 375 fő (2020. április 1.).

## Népesség
| 2010 | 382 |
| 2020 | 375 |